# Дебогорій-Мокрієвич Володимир Карпович
Володи́мир Ка́рпович Дебого́рій-Мокріє́вич (12 травня (24 травня за новим стилем) 1848, Чернігів — 2 листопада 1926, місто Чирпан, Болгарія) — український політичний діяч, революціонер, публіцист, мемуарист. Молодший брат Івана Дебогорія-Мокрієвича.

## Біографія
Народився в Чернігові у дворянській родині. Дитинство провів у дідовому маєтку в селі Лука-Барська Літинського повіту Подільської губернії (нині село Барського району Вінницької області).
Спочатку навчався у гімназії містечка Немирів (до 1864 року). У спогадах розповів про порядки, що панували в цій гімназії, про її відвідини попечителями Київського навчального округу Федором Вітте, Миколою Пироговим.
Потім навчався в Кам'янець-Подільській чоловічій гімназії, яку закінчив 1866 року.
У 1866—1871 роках навчався у Київському університеті: спочатку на фізико-математичному, потім на медичному факультеті.
1871 року з братом Іваном, Орестом Габелем, Сергієм Коваликом, Григорієм Мачтетом, Миколою Судзіловським та іншими однодумцями був у так званому «американському гуртку», що планував заснувати за океаном хліборобську комуну.
Напередодні Боснійсько-герцеговинського повстання, учасником якого був його старший брат, набирав задля участі у конфлікті вояк добровольців в Одесі.